# پس‌لرزه

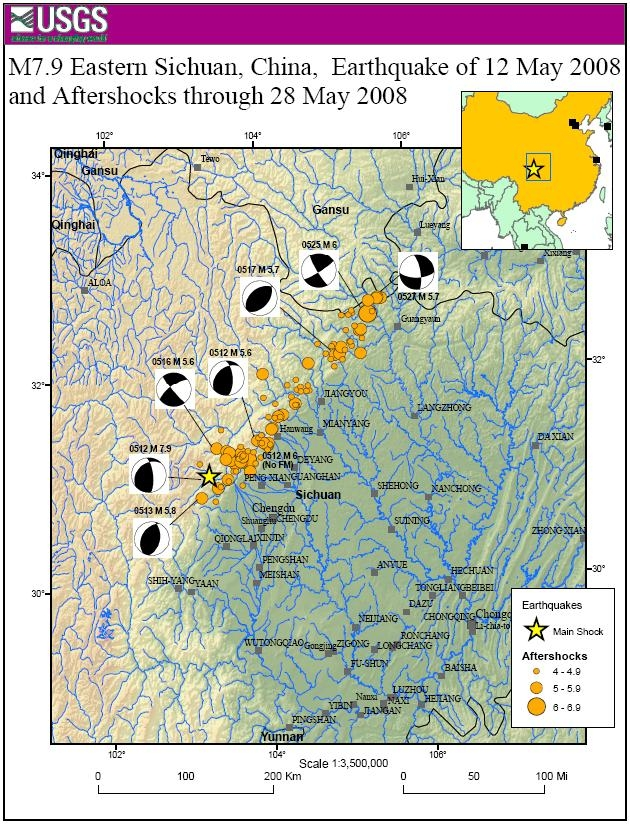
پس‌لرزه‌های زمین‌لرزه ۲۰۰۸ سیچوآن چین.

پَس‌لَرزه به زمین‌لرزه کوچک‌تری گفته می‌شود که پس از یک زمین‌لرزه بزرگ‌تر قبلی، و در همان منطقه روی می‌دهد.
اگر یک پس‌لرزه از زمین‌لرزه پیش از خود بزرگ‌تر باشد، نام پس‌لرزه به زمین‌لرزه اصلی تغییر می‌کند و زمین‌لرزه اولیه، پیش‌لرزه نام می‌گیرد.
پس‌لرزه‌ها لرزش‌های کوچک‌تر زمین هستند که در اثر جابه‌جا شدن و جاافتادن پوسته زمین پس از وقوع زمین‌لرزه پدید می‌آیند.
پس‌لرزه‌ها ممکن است ساعت‌ها، روزها و حتی ماه‌ها به‌درازا بکشند.
پس‌لرزه‌ها می‌توانند بسیار خطرناک باشند زیرا قابل پیش‌بینی نیستند و می‌توانند باعث فروریختن ساختمان‌هایی بشوند که در جریان زمین‌لرزه اصلی تنها هنوز فرونریخته‌بودند.